# 小行星21483
小行星21483（21483 Abdulrasool）是一颗绕太阳运转的小行星，为主小行星带小行星。该小行星于1998年4月19日发现。

## 轨道参数
小行星21483的轨道半长轴为2.2818381 UA，离心率为0.0856395。